# Orland d'Aragó
Orland d'Aragó Sormella, senyor d'Avola (Catània, 1296 ca. – Caltanissetta, 1361), fou un noble, polític i militar sicilià del segle XIV, pertanyent a la branca siciliana de la nissaga reial catalano-aragonesa dels Aragó.

## Biografia
Va néixer presumiblement el 1296, fill del príncep Frederic II de Sicília, infant d'Aragó i rei de Sicília, i de la seva amant, la noble Sibil·la Sormella. En aquell mateix període, el pare fou escollit rei de Sicília per la noblesa siciliana que es va reunir al Parlament sicilià, a Palerm, per deposar del tron el seu germà gran, el rei Jaume el Just, (Jaume I de Sicília), qui l'any 1294, mitjançant l'acord conegut com la Pau d'Anagni, va restituir Sicília als Anjou a canvi de garantir la sobirania de la corona catalana damunt les illes de Sardenya i Còrsega, donades per l'Església.
Orland va créixer a la cort del pare, i després de la mort d'aquest, sobrevinguda el 1337, va començar a assumir missions militars de relleu. Així, el 15 d'octubre del 1339, juntament amb Giovanni Chiaramonte, comte de Modica, va guiar una flota de 22 galeres per alliberar la vila de Lipari de l'ocupació de la flotta anjovina, comandada per Goffredo Marzano, comte de Squillace, i composta de 25 galeres. El xoc entre l'armada catalana i l'anjovina va tenir lloc el 17 novembre, i la victòria va decantar-se envers els d'Anjou.
Pres presoner a la batalla de Lipari, no va formar part d'entre les persones rescatades pel rei Pere II de Sicília, potser per suggeriment dels Palizzi, interessats a mantenir lluny el príncep. Tanmateix, és probable que el rei Pere, el seu germanastre, no volgués pagar cap rescat per ell per considerar-lo el responsable de la desfeta a la batalla de les Illes Eòlies, on va prendre decisions militars que havien estat desaconsellades pels seus assessors. Del seu rescat va haver d'ocupar-se una noble de Messina, Camiola Turinga, qui va pagar dos mil unces d'or pel seu alliberament amb la condició que després es casés amb ella. Malgrat l'acord, una vegada alliberat, Orland d'Aragó hauria tractat amb extrema ingratitud a la seva rescatadora, fet que va tenir ressò a l'època. Orland va rebutjar de casar-s'hi argumentant la diferència de posicions socials, essent ell un Aragó, de sang reial catalana i siciliana.
Amb tot, Camiola va recórrer al rei Pere, qui després d'examinar a la comtesa, va reconèixer l'errada del seu germanastre i l'obligà a casar-s'hi. Però aquesta dama, després d'haver aconseguit el seu propòsit per part del rei, el dia mateix de les noces, va retornar la seva ingratitud a Orland i el va rebutjar.
Durant la minoria d'edat del rei Lluís I de Sicília, Orland va exercir de governador de Palerm, el 1343, i d'estratega militar de Messina, el 1345, donant suport a la política del seu germanastre Joan de Sicília (o Joan d'Aragó), marquès de Randazzo, i membre de la facció dels catalans facció dels catalans, de qui en va ser un dels seus principals representants.
Orland d'Aragó va assolir més importància a partir de la mort de Joan. Aleshores va esdevenir ambaixador a Sardenya, a partir del 1353, encarregat de demanar ajuda al rei català Pere el Cerimoniós. Més tard, va romandre al costat de la Reina Elisabet de Carìntia i, després, del jove rei Frederic III de Sicília en tots els assumptes del regne. Frederic va pensar en ell com a vicari del Ducat d'Atenes i Neopàtria i es va valer del seu suport en el conflicte provocat amb la princesa Eufèmia de Sicília i de Caríntia(o Eufèmia d'Aragó), sempre restant com a cap del la facció dels catalans.
Va prendre part en la batalla d'Aci en la defensa de Messina davant els atacs dels Anjou i, l'any 1358, va intervenir a la reconquesta de Vizzini i d'Avola. De fet, la terra i el castell d'aquesta darrera localitat de la Vall de Noto li van ser assignades el 23 abril del 1361 pel Rei de Sicília, que li va conferir el títol de senyor. El 16 de juny del mateix any, li va ser assignada un renda anual de 500 unces gràcies a la seva senyoria de Randazzo.
Durant les lluites entre Frederic Chiaramonte, comte de Modica, i Francesc Ventimiglia, comte de Geraci, exponents ambdós de la facció llatina, d'una banda, i el rei Frederic IV de l'altra, recolzat pels catalans, Orland d'Aragó va morir en un xoc prop de Caltanissetta, durant la tardor de 1361.

### Matrimoni i descendència
Orland d'Aragó va casar-se amb la noble Maria de Stromoncourt, filla de Tomàs III, senyor de Salona. Va ser pare de quatre fills: Alfons, Frederic, Joan i Joana Rebeca.